# Margarita de l'Aigle
Margarita de L’Aigle (en francés: Marguerite de L’Aigle) (ca. finales del siglo XI; Pamplona, 25 de mayo de 1141 fue una reina consorte de Pamplona, la primera esposa de García Ramírez de Navarra. Era hija de Gilberto de l’Aigle y Juliana de Perche.
Los abuelos paternos de Margarita fueron Richer de L'Aigle y Judith de Avranches, hija de Richard Goz, mientras que, por el lado materno, fueron Godofredo II de Perche, conde de Perche y Mortagne, y su esposa, Beatriz de Montdidier. Entre los hermanos de Margarita estuvieron Riquer de l’Aigle (c. 1090-1176), sucesor de su padre como quinto barón de L'Aigle, y Gilberto. Margarita era sobrina segunda de la reina Felicia de Roucy y sobrina del conde y señor de Tudela y Corella, Rotrou de Perche.

## Reina de Navarra
Margarita se casó hacia 1133 con García Ramírez, poco antes de su ascenso al trono de Pamplona. Es inusual la frecuente mención de la reina en varios diplomas, hasta en 13 ocasiones, en comparación con las realizadas con otras reinas anteriores y posteriores. Incluso «en alguna ocasión dejó su signo de suscripción, una cruz, junto al de su marido» Así  en una carta datada en 1135 se confirmó los derechos y privilegios de la iglesia de Pamplona cum consilio et auctoritate uxoris mee Margarite regine.
Margarita dio a luz al hijo y heredero de García, Sancho VI, así como a dos hijas que se casaron cada una de ellas con reyes, la mayor, Margarita, que se llamó así por su madre, se casó con Guillermo I de Sicilia, mientras que la menor,  Blanca, nacida después de 1133, se casó con Sancho III de Castilla.
Al recibir como dote de su tío los señoríos de Tudela y Corella, su matrimonio supuso la consolidación de Tudela como parte del reino cuando ya pertenecía al obispado de Tarazona y durante los primeros años tras la toma de la comarca, «fueron nobles aragoneses los que ejercieron el gobierno de la ciudad ribera.»
Margarita murió el 25 de mayo de 1141. Al igual que ocurrió con los diplomas, «la memoria de la reina fue recordada por su viudo con una insistencia mayor que la usual en esas fechas.» En 1145 todavía es recordada por García cuando realiza la donación de la sinagoga de Estella a la catedral de Pamplona. Su marido más adelante volvió a casarse con Urraca la asturiana. 